# 特吕米利 (瓦兹省)
特吕米利（法語：Trumilly）是法国瓦兹省的一个市镇，属于桑利斯区（Senlis）瓦卢瓦地区克雷皮县（Crépy-en-Valois）。该市镇总面积12.94平方公里，2009年时的人口为560人。

## 人口
特吕米利人口变化图示